# Greg Kean
 (mai 2021).
Si vous disposez d'ouvrages ou d'articles de référence ou si vous connaissez des sites web de qualité traitant du thème abordé ici, merci de compléter l'article en donnant les références utiles à sa vérifiabilité et en les liant à la section « Notes et références ».
Gregory Kean Williams (né le 27 septembre 1962) est un acteur de télévision canadien. Il est probablement mieux connu pour son rôle de Clancy Lass dans la série télévisée Dead Like Me.
Kean est né à Oshawa, en Ontario, le fils de Dorothy et Rex Williams. Il a obtenu une M. F. A. de l'Université de Cornell.
Son premier rôle était une danse de lapin nommé "amuse-gueules" de l'opérette "Blanche-Neige et les Sept Nains" ou le rôle d'un autre lapin de Pâques tous les 2 joués à l'École Publique Adélaïde McLaughlin à Oshawa, en Ontario, en 1973.
En tant qu'acteur de théâtre, Greg a été un membre résident de la compagnie du Alley Theatre à Houston, Texas. Il a également travaillé avec le Los Angeles Theater Centre et le Nouveau-Mexique Rep ainsi qu'à la première production de l'Actor's Equity Association du mariage de Tony et Tina à Los Angeles. Greg est également professeur de théâtre et l'un des propriétaires du William Davis Centre for Actors Study à Vancouver, en Colombie-Britannique ainsi que sa partenaire de scène dans Dead like Me Christine Willes. M. Kean enseigne à l'heure actuelle le théâtre à la Southpointe Academy, une école privée située à Tsawwassen, Colombie-Britannique, Canada.

## Apparitions télévisées
- Sauvés Par le Gong (1990), Adam Trask
- The Chris Isaak Show (2001), Lou
- Andromède (2002)
- Dead Like Me (2003-2004), Clancy Lass
- Smallville (2004)
- The dead zone (2005)
- Black Christmas (2006), Père de Kelli

## Films
- Summer Dreams: The Story of the Beach Boys (1990), Brian Wilson
- Baby of the Bride (1991), Nick
- Mother of the Bride (1993), Nick
- Logan's War: Bound by Honor (1998)